# Tolypeutes matacus
Tolypeutes matacus là một loài động vật có vú trong họ Dasypodidae, bộ Cingulata. Loài này được Desmarest mô tả năm 1804.

## Hình ảnh

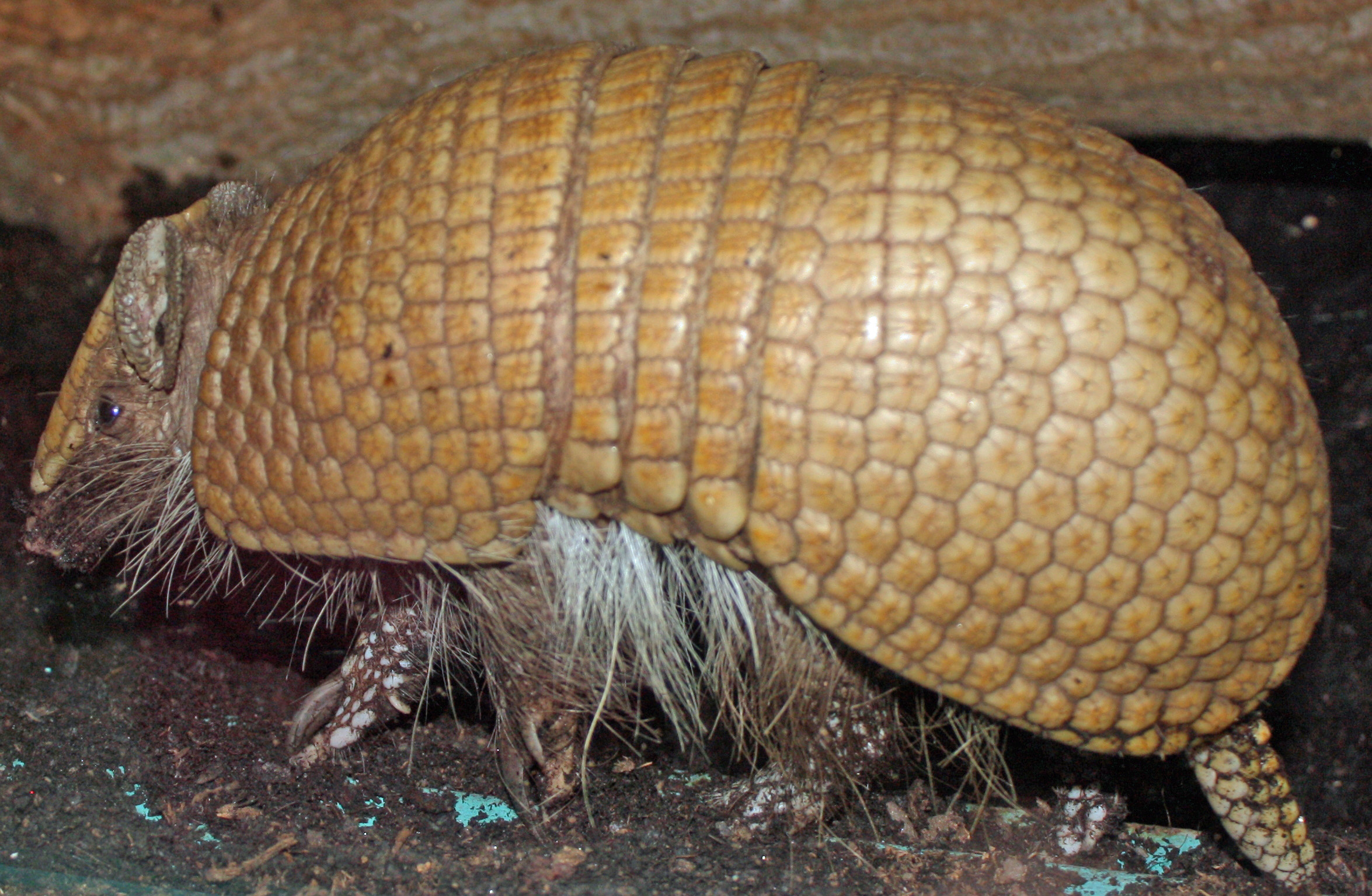
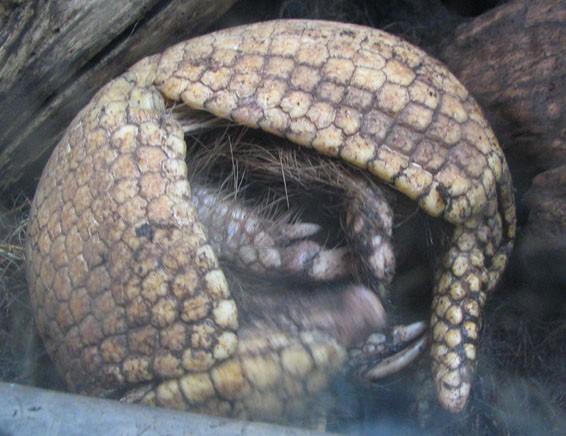
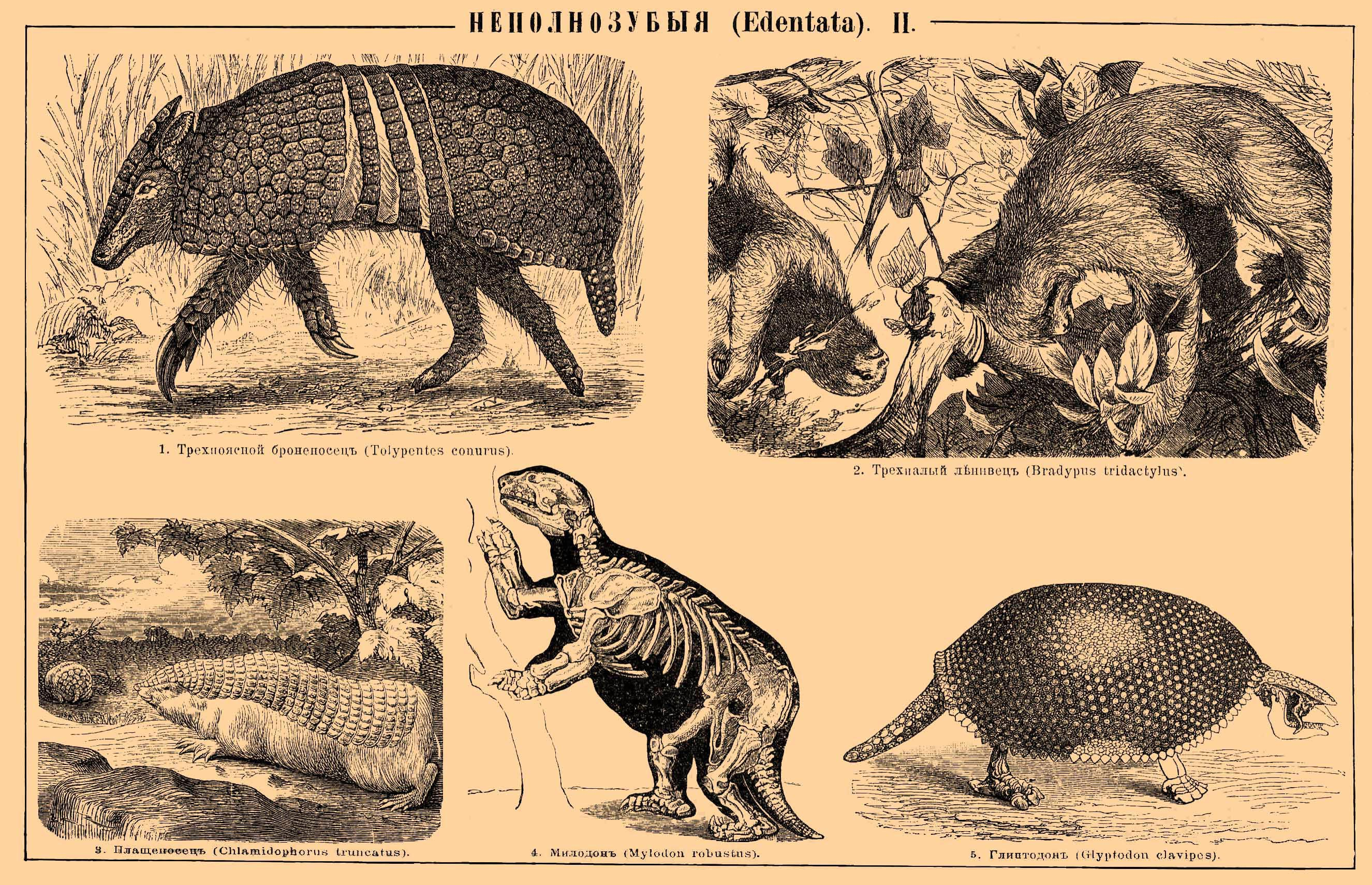
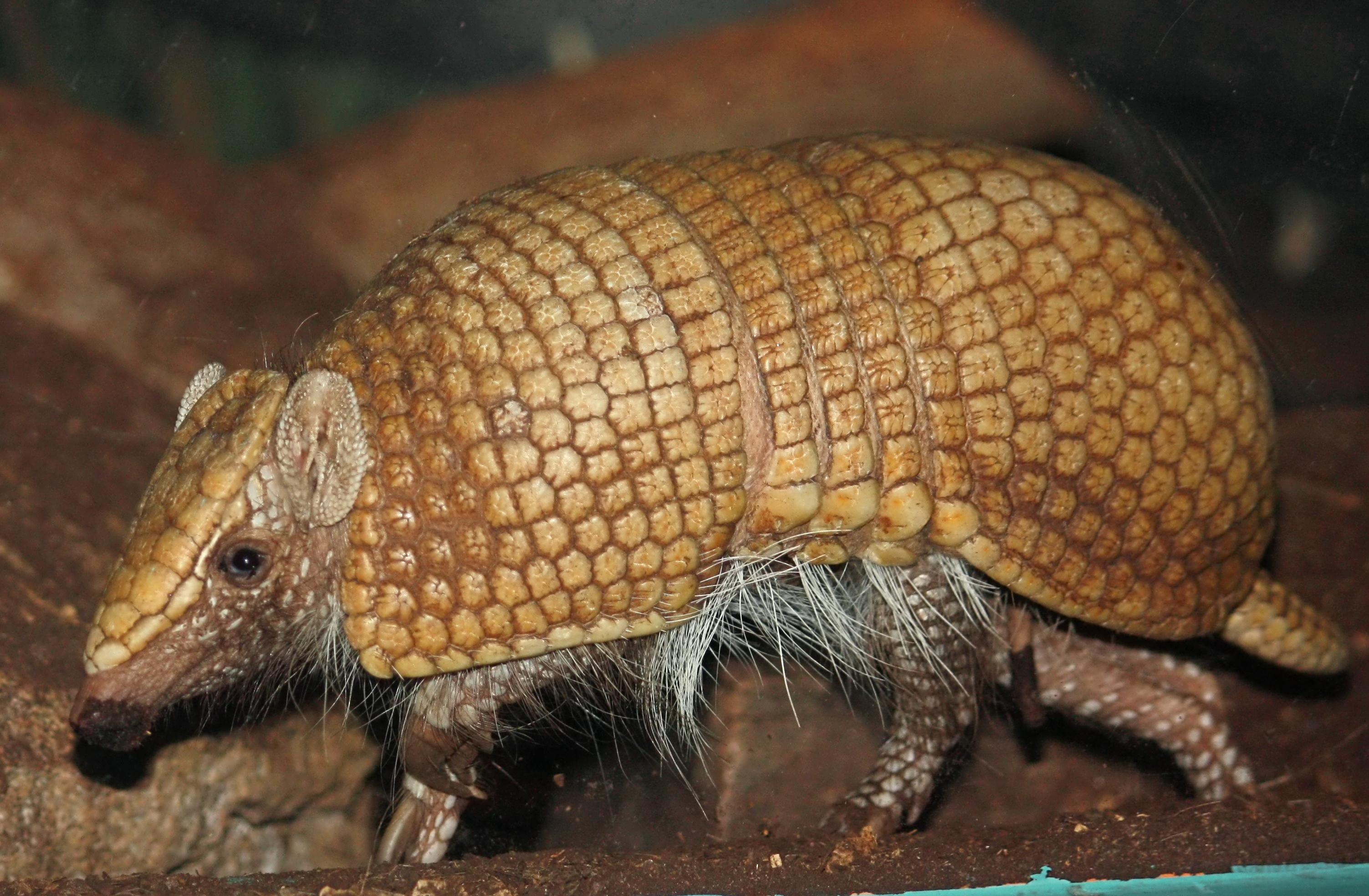